# Сетевая топология
Сетевая топология — это конфигурация графа, вершинам которого соответствуют конечные узлы сети (компьютеры) и коммуникационное
оборудование (маршрутизаторы), а рёбрам — физические или информационные связи между вершинами.
Сетевая топология может быть
- физической — описывает реальное расположение и связи между узлами сети.
- логической — описывает хождение сигнала в рамках физической топологии.
- информационной — описывает направление потоков информации, передаваемой по сети.
- управления обменом — это принцип передачи права на пользование сетью.

## Топологии

### Полносвязная

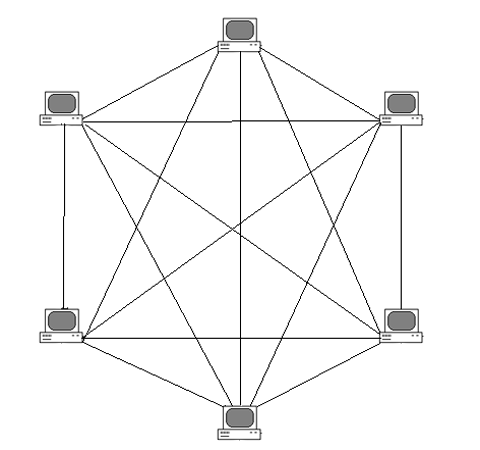
Полносвязная топология

Сеть, в которой каждый компьютер непосредственно связан со всеми остальными. Однако этот вариант громоздкий и неэффективный, потому что каждый компьютер в сети должен иметь большое количество коммуникационных портов, достаточное для связи с каждым из остальных компьютеров.

### Неполносвязная
Неполносвязных топологий существует несколько. В них, в отличие от полносвязных, может применяться передача данных не напрямую между компьютерами, а через дополнительные узлы.

#### Шина

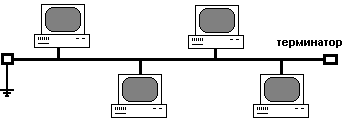
Топология шина

Топология данного типа представляет собой общий кабель (называемый шина или магистраль), к которому подсоединены все рабочие станции. На концах кабеля находятся терминаторы, для предотвращения отражения сигнала.
Преимущества сетей топологии "Шина":
- расход кабеля существенно уменьшен;
- сеть легко настраивать и конфигурировать;
- сеть устойчива к неисправностям отдельных узлов.

Недостатки сетей шинной топологии:
- разрыв кабеля может повлиять на работу всей сети;
- ограниченная длина кабеля и количество рабочих станций;
- недостаточная надежность сети из-за проблем с разъемами кабеля;
- низкая производительность, обусловлена разделением канала между всеми абонентами.

#### Звезда

Топология звезда

В сети, построенной по топологии типа «звезда», каждая рабочая станция подсоединяется кабелем (витой парой) к концентратору, или хабу (англ. hub). Концентратор обеспечивает параллельное соединение ПК и, таким образом, все компьютеры, подключенные к сети, могут общаться друг с другом.
Данные от передающей станции сети передаются через хаб по всем линиям связи всем ПК. Информация поступает на все рабочие станции, но принимается только теми станциями, которым она предназначается. Так как передача сигналов в топологии физическая звезда является широковещательной, то есть сигналы от ПК распространяются одновременно во все направления, то логическая топология данной локальной сети является логической шиной.
Данная топология применяется в локальных сетях с архитектурой 10Base-T Ethernet.
Преимущества сетей топологии звезда:
- легко подключить новый ПК;
- имеется возможность централизованного управления;
- сеть устойчива к неисправностям отдельных ПК и к разрывам соединения отдельных ПК.

Недостатки сетей топологии звезда:
- отказ хаба влияет на работу всей сети;
- большой расход кабеля.

#### Кольцо
В сети с топологией типа «кольцо» все узлы соединены каналами связи в неразрывное кольцо, по которому передаются данные. Выход одного ПК соединяется со входом другого ПК. Начав движение из одной точки, данные, в конечном счете, попадают на его начало. Данные в кольце всегда движутся в одном и том же направлении.

Топология кольцо

Принимающая рабочая станция распознает и получает только адресованное ей сообщение. В сети с топологией типа физическое кольцо используется маркерный доступ, который предоставляет станции право на использование кольца в определенном порядке. Логическая топология данной сети — логическое кольцо. Данную сеть очень легко создавать и настраивать.
К основному недостатку сетей топологии кольцо относится то, что повреждение линии связи в одном месте или отказ ПК приводит к неработоспособности всей сети.
Как правило, в чистом виде топология «кольцо» не применяется из-за своей ненадёжности, поэтому на практике применяются различные модификации кольцевой топологии.

#### Ячеистая топология
Получается из полносвязной топологии путём удаления некоторых связей. Допускает соединения большого количества компьютеров и характерна для крупных сетей.
Также существует большое количество дополнительных способов соединения:
- Двойное кольцо
- Решётка
- Дерево
- Fat Tree
- Сеть Клоза

Дополнительные способы являются комбинациями базовых. В общем случае такие топологии называются смешанными или гибридными, но некоторые из них имеют собственные названия, например, «дерево».

### Смешанная топология

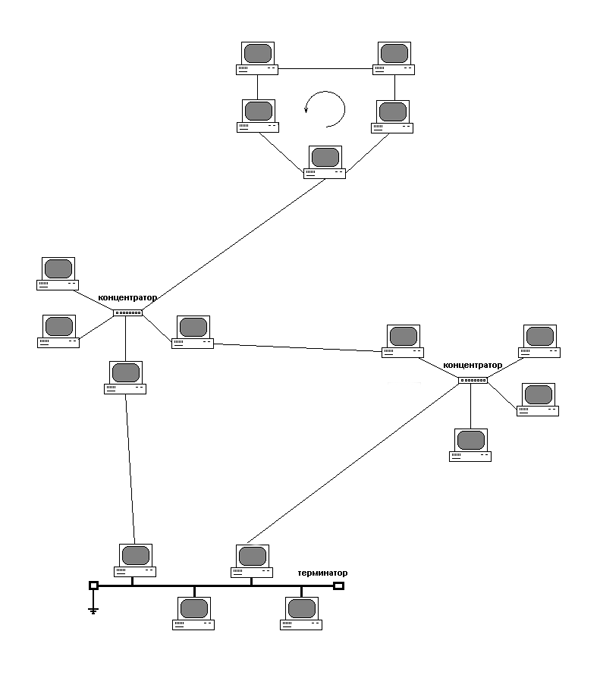
Сеть смешанной топологии

Смешанная топология — сетевая топология, преобладающая в крупных сетях с произвольными связями между компьютерами. В таких сетях можно выделить отдельные произвольно связанные фрагменты (подсети), имеющие типовую топологию, поэтому их называют сетями со смешанной топологией.

### Централизация
Топология типа «звезда» снижает вероятность сбоя сети, подключая все периферийные узлы (компьютеры и т. д.) к центральному узлу. Когда физическая звездная топология применяется к логической шинной сети, такой как Ethernet, центральный узел (обычно хаб) ретранслирует все передачи, полученные от любого периферийного узла на все периферийные узлы в сети, в том числе иногда и в сторону инициирующего узла. Таким образом, все периферийные узлы могут взаимодействовать со всеми остальными посредством передачи и приема только от центрального узла. Отказ линии передачи, связывающей любой периферийный узел с центральным узлом приведёт к тому, что данный периферийный узел будет изолирован от всех остальных, а остальные периферийные узлы затронуты не будут. Однако, недостаток заключается в том, что отказ центрального узла приведет к отказу всех периферийных узлов.
Для снижения объема сетевого трафика, приходящего в широковещательном режиме, были разработаны более продвинутые центральные узлы, которые способны отслеживать уникальность узлов, подключенных к сети. Эти сетевые коммутаторы изучают макет сети, «слушая» каждый порт во время нормальной передачи данных, рассматривая пакеты данных и записывая во внутреннюю справочную таблицу идентификатор каждого подключенного узла и порт, к которому он подключен. Эта поисковая таблица, хранящаяся в специализированной ассоциативной памяти, позволяет перенаправлять будущие передачи только в порт их назначения.

### Децентрализация
В сетевой топологии существуют по крайней мере два узла с двумя или больше путями между ними, чтобы обеспечить дополнительные пути, которые будут использоваться в случае, если один из путей выйдет из строя. Эта децентрализация часто используется, чтобы компенсировать недостаток выхода из строя одного пункта, используя единственное устройство в качестве центрального узла (например, в звезде и сетях дерева). Специальный вид сети, ограничивающий число путей между двумя узлами, называется гиперкубом. Число разветвлений в сетях делает их более трудными к разработке и реализации, однако они являются очень удобными. В 2012 IEEE издал протокол IEEE 802-1aq (мостовое соединение по кратчайшему пути), чтобы облегчить задачи конфигурации и обеспечить активность всех путей, что увеличивает полосу пропускания и избыточность между всеми устройствами. В некоторой степени это подобно линейной или кольцевой топологиям, используемых для соединения систем во многих направлениях.